# IPhone XR
iPhone XR (stilizat ca iPhone Xr, numărul roman "X" pronunțat "zece") este un smartphone proiectat și fabricat de Apple Inc. Este a douăsprezecea generație a iPhone-ului. Acesta a fost anunțat de Phil Schiller la 12 septembrie 2018, la Teatrul Steve Jobs din campusul Apple Park, alături de iPhone XS și iPhone XS Max. Precomenzile au început la data de 19 octombrie 2018, cu o eliberare oficială începând cu 26 octombrie 2018.
Telefonul are un ecran LCD de 6.1 inchi "Liquid Retina", pe care Apple susține că este "cel mai avansat și mai precis în industrie". Este cel mai puțin costisitor dispozitiv din seria de dispozitive Apple iPhone X, cu un preț inițial de 749 dolari în Statele Unite, 1029 dolari în Canada, 749 în Marea Britanie, 849 euro în țările din zona UE și 6499 de yuani în China. Dispune de același procesor ca și XS și XS Max, procesor Apple A12 Bionic construit cu un proces de 7 nanometri, pe care Apple pretinde a fi "cel mai inteligent și mai puternic procesor" pus vreodată într-un smartphone.
Este disponibil în șase culori: negru, alb, albastru, galben, coral (o nuanță de roz și portocaliu). XR este disponibil în trei capacități de stocare: 64 GB, 128 GB și 256 GB. Este al doilea iPhone care va fi lansat în galben și albastru, primul fiind iPhone 5C în 2013.
Pe plan internațional, telefonul suportă SIM-uri dual printr-un Nano-SIM și un eSIM.
În ciuda unor critici pentru afișarea sa, XR a primit în general recenzii pozitive de la critici după lansarea sa. Modelul XR este cel mai bine vândut model Apple iPhone 2018. Potrivit Apple, bateria XR durează cu o oră și jumătate mai mult decât predecesorul său direct, iPhone 8 Plus.

## Design

### Hardware
XR are un design similar cu iPhone X și iPhone XS. Cu toate acestea, are rame mai mari, un cadru din aluminiu și este disponibil într-o gamă largă de culori. Similar cu alte modele iPhone-uri marca X, toate modelele au un front negru. XR are un rating IP67 pentru rezistența la praf și apă, ceea ce înseamnă că acesta poate fi scufundat în apă la 1 metru adâncime timp de 30 de minute.
XR are hardware similar cu XS, dar cu unele caracteristici eliminate pentru a reduce prețul. În loc de Touch 3D, XR vine cu Touch Haptic în cazul în care utilizatorul mult timp apasă până când simt o vibrație de la motorul Taptic. XR are de asemenea un ecran LCD cunoscut sub numele de Retina lichid, în loc de ecranul OLED folosit pe X, XS și XS Max. Afișajul pe XR are o rezoluție de 1792 × 828 pixeli și o densitate a pixelilor de 326 ppi comparativ cu 458 ppi pe alte iPhone-uri de marcă X. Raportul "ecran-corp" al XR-ului este de 79,3%, mult mai mare decât 67,5% din iPhone 8 Plus, dar mai scăzut decât majoritatea telefoanelor din categoria sa de prețuri. Spre deosebire de majoritatea telefoanelor din seria X, XR se livrează cu o singură cameră pe spatele telefonului, cu același senzor principal al camerei pe XS și XS Max, utilizând un senzor (1/2,55"). Spre deosebire de XS, nu are zoom optic datorită camerei unice.

### Software
XR este livrat cu iOS 12 instalat din fabrică. Din motive necunoscute, XR a primit o versiune actualizată de iOS 12.1 la o săptămână după lansarea sa inițială pentru dispozitivele care nu aveau actualizarea instalată anterior.